# Limba jurchenă
Limba jurchenă (chineză: 女真語nü zhen yu) este o limbă tunguză vorbită de Jurchene veche. Limba acesteia a fost limba oficială a Dinastiei Jin (Manciuria).

## Sistemul de scriere
Limba jurchenă a fost scris cu Ideograma jurchenă (chineză: 女真文nü zhen wen). Complete, aceasta este nu citit.

## Fonologie

### Consoane
|                       |             | labială | dentală | postalveolară sau palatală | velară | uvulară |
| --------------------- | ----------- | ------- | ------- | -------------------------- | ------ | ------- |
| nazală                | nazală      | m /m/   | n /n/   |                            | ŋ /ŋ/  |         |
| oclusivă sau africată | aspirată    | p /pʰ/  | t /tʰ/  | č /ʧʰ/                     | k /kʰ/ | q /qʰ/  |
| oclusivă sau africată | ne-aspirată | b /p/   | d /t/   | j /ʧ/                      | g /k/  | γ /q/   |
| fricativă             | fricativă   |         | s /s/   | š /ʃ/                      | h /x/  |         |
| vibrantă              | vibrantă    |         | r /r/   |                            |        |         |
| sonantă               | sonantă     | w /w/   | l /l/   | y /j/                      |        |         |

### Vocale
a,e,i,o,u